# Hłybne
Hłybne (ukr. Глибне) – wieś na Ukrainie, w obwodzie sumskim, w rejonie sumskim, w hromadzie Krasnopilla. W 2001 liczyła 473 mieszkańców.